# Jonathan Charette
Jonathan Charette, né en 1982, est un poète québécois. Il vit à Montréal.

## Biographie
Jonathan Charette est né en 1982. Il publie son premier recueil de poésie, Je parle arme blanche, aux Éditions du Noroît en 2013, pour lequel il remporte le Prix littéraire des collégiens, catégorie poésie. Ses trois prochains recueils sont publiés chez le même éditeur.
Il fait paraître La parade des orages en laisse en 2015, pour lequel il est finaliste pour le Prix Alain-Grandbois en 2016. Ravissement à perpétuité, son troisième recueil, paraît en 2018, et lui vaut le prix Émile-Nelligan. Le journaliste Dominic Tarif décrit Ravissement à perpétuité comme « une Invitation à écouter et à défendre des agressions du monde les exclus, les animaux et la nature en général » , il « place dos à dos le grave désir de vivre et celui de ne jamais cesser de jouer comme un enfant ».
Son quatrième recueil, Biographie de l’amoralité, parait en 2020, est un hommage à la culture hip-hop : « Dans un style très rococo, l’esthète et mélomane emprunte (notamment) à l’arrogance pince-sans-rire du brag rap (le rap de la vantardise), au plaisir d’accumuler les citations qui animaient jadis les méchants moineaux de la contre-culture québécoise, au vocabulaire de la haute couture ainsi qu’à celui de l’art contemporain ».
En 2021, La Passion de Cobain, « un recueil au titre biblique, dont le ton appartient autant à l’élégie qu’à une forme de biographie fictive d’une vie que Kurt n’a pas vécue » est publié aux Éditions de l'Écrou. Charette a également fait partie de la présélection du Prix de poésie Radio-Canada en 2013 et 2014,.
Il a publié plusieurs poèmes en revues, dont Moebius, Zinc, Estuaire, Exit, Le Sabord,.

## Œuvres

### Poésie
- Je parle arme blanche, Montréal, Éditions du Noroît, 2013, 77 p.  (ISBN 9782890188051)
- La parade des orages en laisse, Montréal, Éditions du Noroît, 2015, 94 p.  (ISBN 9782890189447)
- Ravissement à perpétuité, Montréal, Éditions du Noroît, 2018, 90 p.  (ISBN 9782897661366)
- Biographie de l’amoralité, Montréal, Éditions du Noroît, 2020, 186 p.  (ISBN 9782897662455)
- La Passion de Cobain, Montréal, Éditions de l'Écrou, 2021, 95 p.  (ISBN 9782924682227)
- Nisso, la cité sur le soleil, Montréal, Éditions du Noroît, 2023  (ISBN 9782897664084)

### Anthologie
- Collectif paritaire de cinquante poètes, J'écris peuplier (livre anniversaire), dirigé et illustré par Monique LeBlanc, préface de Paul Bélanger, Montréal, Éditions du Noroît, 2021  (ISBN 978-2-89766-278-3)

## Prix et honneurs
- 2013 - Présélection du Prix de poésie Radio-Canada, « Kaddish pour Paul Celan »[9]
- 2014 - Présélection du Prix de Poésie Radio-Canada, «Hector et Anne »[11]
- 2014 - Prix littéraire des collégiens, catégorie poésie, Je parle arme blanche[3]
- 2016 - Finaliste Prix Alain-Grandbois, La parade des orages en laisse[4]
- 2018 - Prix Émile-Nelligan, Ravissement à perpétuité[5]